# Гречук Богдан Васильович
Гречук Богдан Васильович (англ. Bogdan Grechuk; народився 17 червня 1981 року в Коломиї) — український та британський математик, асоційований професор Університету Лестера. У 1997—1998 роках у складі збірної України виграв золоту та срібну медалі на Міжнародній математичній олімпіаді.

## Життєпис
Богдан Гречук народився 17 червня 1981 року в Коломиї у родині математиків Василя та Галини Гречуків, викладачів Коломийського педагогічного коледжу та Коломийського політехнічного коледжу відповідно.
У 1987—1991 роках навчався в Коломийській школі №2, у 1991—1995 роках - у школі №6 (зараз - філії №6 ліцею №9), у 1995—1998 роках - в Українському фізико-математичному ліцеї у Києві. У 1994 році уперше посів III місце на IV етапі Всеукраїнської учнівської олімпіади з математики у Херсоні. Наступного року здобув перемогу на IV етапі математичної олімпіади в Івано-Франківську, у 1996 році - II місце (м. Севастополь), у 1997—1998 роках - І місця (м. Одеса та Миколаїв відповідно).
У 1996 та 1998 роках здобув перемоги у фінальному турі II та IV Соросовських олімпіад у Росії.
У 1997 році виграв золоту медаль на 38-й Міжнародній математичній олімпіаді у Мар-дель-Плата, у 1998 році - срібну медаль на 39-й Міжнародній математичній олімпіаді у Тайбеї. Згодом увійшов до Залу слави Всесвітньої математичної олімпіади.
У 2002 році переміг на 9-ій Міжнародній студентській олімпіаді з математики у м. Варшава зі 166 балами. Цікаво, що на тій олімпіаді аналогічну нагороду здобула одна з найвідоміших українських математикинь, володарка Медалі Філдса Марина Вязовська, яка отримала 148 балів.
У 2006 році захистив кандидатську дисертацію у Московському фізико-технічному інституті (тема - Алгоритми планування обчислень та організації рестартів у системах реального часу), ставши кандидатом фізико-математичних наук.
У 2009 році здобув докторську ступінь у Технологічному інституті імені Стівенсона.
У 2010 році працював у Прикарпатському юридичному інституті Львівського державного університету внутрішніх справ, був автором статті (разом з Тетяною Гречук) "Принцип максимуму ентропії як засіб для прогнозування розподілу ціни портфеля". У 2010—2011 пропрацював в Единбурзькому університеті, у січні 2011 року став викладачем, згодом - асоційованим професором Університету Лестера, де і працює нині.
15 червня 2019 року видав книгу "Теореми 21 століття" (англ. - Theorems of the 21st century), де доступною для читача мовою пояснив суть 106 математичних теорем. У 2021 році вийшла у світ його книга "Ландшафт математики 21 століття: вибрані досягнення, 2001–2020" (англ. - Landscape of 21st Century Mathematics: Selected Advances, 2001–2020)
У 2022 році Богдан Гречук у складі групи дослідників із Школи комп’ютерних і математичних наук Університету Лестера розробив прототип пристрою на основі штучного інтелекту, призначеного для підвищення безпеки на залізничній мережі Великобританії. Цей пристрій був розроблений у рамках Innovate UK Knowledge Transfer Partnership (KTP) разом із фахівцями з системної інженерії Synoptix.
У 2024 році випустив третю книгу "Поліноміальні діофантові рівняння: системний підхід" (англ. - Polynomial Diophantine Equations: A Systematic Approach)

## Внесок у науку
Богдан Гречук є членом Школи комп’ютерних і математичних наук Університету Лестера, спеціалізується на аналізі ризиків і машинному навчанні. Він керував дослідженнями аналізу ризиків у кількох проектах, у тому числі нещодавно профінансованому гранті Innovate UK KTP разом із TG0 Ltd. 
У 2010 році Гречук (у колективі) розробив теорію узагальнених нерівностей Чебишева, які можна використовувати для надійної оцінки ймовірностей рідкісних подій. 
У 2014 році разом із Забаранкіним він розробив нову теорію для вивчення ризику катастрофічних подій. Нещодавно він брав участь у розробці математичних основ для механізму виправлення помилок у системах штучного інтелекту (AI), керованих даними. Гречук вів модулі для студентів та магістрів з принципів актуарного моделювання із застосуванням до моделювання смертності та захворюваності.